# Arabshalbash
Arabshalbash (ryska: Арабшалбаш) är en ort i Azerbajdzjan.   Den ligger i distriktet Qobustan Rayonu, i den östra delen av landet, 100 kilometer väster om huvudstaden Baku. Arabshalbash ligger 875 meter över havet och antalet invånare är 3 708.
Terrängen runt Arabshalbash är huvudsakligen kuperad, men åt sydväst är den platt. Närmaste större samhälle är Shamakhi, 10,2 kilometer väster om Arabshalbash. 
Trakten runt Arabshalbash består till största delen av jordbruksmark. Runt Arabshalbash är det ganska glesbefolkat, med 31 invånare per kvadratkilometer.